# Mincheri, Bellary
Mincheri là một làng thuộc tehsil Bellary, huyện Bellary, bang Karnataka, Ấn Độ.